# Bivacco Stuparich
Il Bivacco Stuparich (1.578 m) è un rifugio alpino situato nella parte occidentale italiana delle Alpi Giulie. Sorge sulla panoramica spalla ai piedi della cima settentrionale dello Jôf di Montasio, sopra la Val Saisera, da cui è raggiungibile tramite il sentiero 639 attraverso la Fossa di Carnizza (2h) oppure lungo i sentieri CAI 616/611 (2h 30). È accessibile anche tramite un sentiero di collegamento dal Rifugio Fratelli Grego. Il bivacco è un punto intermedio sul percorso molto impegnativo della Via Amalia per lo Jôf di Montasio. Nelle immediate vicinanze si trovano i resti di un forte italiano della prima guerra mondiale. Prende il nome dai fratelli Carlo e Giani Stuparich, volontari italiani nella prima guerra mondiale, detentori della medaglia d'oro al valor militare.

## Carta geografica
- Tabacco, N. 019, Carta topografica 1:25.000, Alpi Giulie Occidentali - Tarvisiano